# Henry Markham

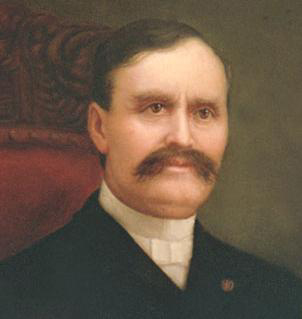
Henry Markham

Henry Harrison Markham (* 16. November 1840 in Wilmington, Essex County, New York; † 9. Oktober 1923 in Pasadena, Kalifornien) war ein US-amerikanischer Politiker und der 18. Gouverneur von Kalifornien. Für diesen Bundesstaat saß er außerdem als Abgeordneter im US-Repräsentantenhaus.

## Leben
Markham besuchte die Grundschule seiner Heimatgemeinde Wilmington und die Wheeler’s Academy in Vermont. 1861 zog er nach Wisconsin. Während des Bürgerkrieges trat er als Freiwilliger auf Seiten der Union in den Krieg ein und wurde zwei Mal verwundet. Dann studierte er in Milwaukee Jura und wurde 1867 als Rechtsanwalt zugelassen. Bis 1879 praktizierte er als Anwalt in Milwaukee.
Markham war mit Mary Adams Dana verheiratet. Das Paar hatte fünf Töchter.

## Politik
1879 zog er nach Pasadena in Kalifornien, wo er zunächst wieder als Rechtsanwalt tätig war. Nebenbei interessierte er sich aber auch noch für das Geschäft mit Gold- und Silberminen. Er trat der Republikanischen Partei bei und wurde als Abgeordneter in den 49. US-Kongress gewählt. Seine Amtszeit begann am 4. März 1885 und endete am 3. März 1887. Er verzichtete auf eine Wiederwahl und kehrte nach Kalifornien zurück. 1890 wurde er zum Gouverneur dieses Staates gewählt. Seine vierjährige Amtszeit begann im Januar 1891 und endete 1895. In dieser Zeit wurde der Staat von einer schweren Wirtschaftskrise erschüttert. Markham hatte in dieser Lage die Idee einer Wirtschaftsausstellung, die mitten im Winter 1894 stattfand und ein riesiger Erfolg wurde. Dadurch wurden Besucher und neue Siedler nach Kalifornien gelockt.
Markham schied 1895 aus dem Amt. Er starb am 9. Oktober 1923 in Pasadena.